# Albionella
Albionella Chickering, 1946 è un genere di ragni appartenente alla famiglia Salticidae.

## Distribuzione
L'unica specie nota di questo genere è stata rinvenuta a Panama.

## Tassonomia
A maggio 2010, si compone di 1 specie:
- Albionella propria Chickering, 1946[2] — Panama

### Specie trasferite, non più in uso
- Albionella chickeringi Caporiacco, 1954[3] — Guiana francese
- Albionella guianensis Caporiacco, 1954[4] — Guiana francese